# كفاءة إنتاجية
 كفاءة إنتاجية  هي إنتاج السلع والخدمات مع مزيج مثالي من المدخلات لإنتاج الطاقة الانتاجية القصوى بأقل قدر من التكاليف. تحقيق أقصى قدر ممكن من الأرباح لقاء تكلفة معينة، أو التقليل من التكاليف المترتبة على نتيجة ما. وقد يشير المصطلح كذلك إلى مرحلة عملية في الاقتصاد حيث لا يكون بالإمكان إنتاج مزيد من السلع دون تخفيض مستويات إنتاج منتجات أخرى.